# Michal Prokop
Michal Prokop (nascido em 1 de abril de 1981) é um ciclista profissional tcheco, especialista em VTT e BMX. Competiu nos Jogos Olímpicos de 2008, em Pequim, China.